# 曽慶存
曽 慶存（そう けいそん、1935年5月4日 - ）は、中華人民共和国の気象学者、政治家。広東省陽江県出身。第9、10回中国人民政治協商会議全国委員会委員。第13、14回中国共産党中央委員会候補委員。第6回全国人民代表大会代表。

## 経歴
1935年5月4日、広東省陽江県崗列玉沙村で生まれる。両陽中学を経て、1952年9月、北京大学物理系気象学学科を卒業。同年11月、政府派遣留学生としてソビエト連邦のソビエト社会主義共和国連邦科学アカデミーに留学し、1961年同大学より数理科学副博士号を授与された。
1961年に帰国し、中国科学院地球物理研究所助研究員や研究員を務めた。1966年1月、中国科学院は気象研究室を地球物理研究所から分離し、正式に中国科学院大気物理研究所を設立しました。中国科学院大気物理研究所に勤務する。1980年12月～1982年4月、にプリンストン大学へ高級訪問学者として留学。1984年、中国科学院大気物理研究所所長に就任。1995年、中国工業応用数学学会理事長に就任。1998年には中国気象学会理事長を兼務する。

## 栄典
- 1980年 - 中国科学院院士
- 1994年 - ロシア科学アカデミー外籍院士
- 1995年 - 第三世界科学院院士
- 2014年 - 米国気象学会名誉会員

## 受賞
- 1988年 - 国家自然科学二等賞
- 1995年 - 何梁何利基金科学と技術進歩賞
- 2005年 - 国家自然科学二等賞
- 2016年 - 国際気象機関賞
- 2020年1月10日、国家最高科学技術賞[1]